# Bice Curiger
Bice Curiger (Zurigo, 18 luglio 1948) è una curatrice editoriale, critico d'arte e direttore artistico svizzera.

## Biografia
Beatrice "Bice" Curiger è una storica dell'arte, curatrice, critica ed editrice, figlia di un architetto svizzero tedesco e di una donna ticinese. Ha studiato storia dell'arte all'Università di Zurigo.
Dopo essersi laureata è diventata una critica dell'arte per il Tages-Anzeiger.
Dal 1984 è cofondatrice e redattrice in capo della rivista “Parkett”, rivista bilingue (inglese e tedesco) dedicata all'arte contemporanea.
Nel 2011 diventa la prima donna a curare la Biennale di Venezia.
Attualmente lavora presso la Fondazione Vincent van Gogh ad Arles.

## Carriera
Nel 1984 è cofondatrice e redattore in capo della rivista ”Parkett”, è curatrice indipendente per varie gallerie d'arte, musei ed esibizioni in tutto il mondo, incluso il centro Georges Pompidou a Parigi, il Hayward Gallery a Londra, il Guggenheim Museum a New York e la 54° Biennale di Venezia. È stata curatrice della Kunsthaus di Zurigo dal 1993 al 2013. È editore del “Tate Etc.” Magazine dal 2004. Dal 2013 è il direttore artistico e curatrice delle esibizioni presso la fondazione Vincent van Gogh ad Arles.

### Pubblicazioni
Nel 1984, Curiger cofonda la rivista semestrale dedicata all'arte contemporanea "Parkett"  da allora è anche l'Editore in capo. Dal 2004 lavora anche come Capo editore per il Tate Gallery's art magazine Tate Etc.

### Interventi
Curiger la si può incontrare in diverse manifestazioni di carattere artistico con interventi, discorsi o in tavole rotonde. Il 24 e 15 novembre 2011 al “Harald Szeemann in Context”. organizzato dall'Istituto Svizzero di Roma. Il 23 novembre del 2013 ha presentato il tema “L'uomo è solo (nell'arte)? Il lungo cammino da C.D. Friedrich a Thomas Ruff” all'evento organizzato dall'Associazione Fare arte nel nostro tempo  a Lugano.